# Manuel Ortlechner
Manuel Ortlechner (Ried im Innkreis, 4 marzo 1980) è un ex calciatore austriaco, di ruolo difensore.